# Котмяна (комуна)
Котмяна (рум. Cotmeana) — комуна у повіті Арджеш в Румунії. До складу комуни входять такі села (дані про населення за 2002 рік):
- Басковеле (149 осіб)
- Бунешть (87 осіб)
- Вирловень (64 особи)
- Дреголешть (45 осіб)
- Дялу-Педурій (165 осіб)
- Замфірешть (131 особа)
- Костешть (77 осіб)
- Котмяна (694 особи) — адміністративний центр комуни
- Лінтешть (155 осіб)
- Неджешть (81 особа)
- П'єлешть (189 осіб)
- Сендулешть (31 особа)
- Спірідонь (123 особи)
- Урсоая (358 осіб)

Комуна розташована на відстані 131 км на північний захід від Бухареста, 23 км на північний захід від Пітешть, 96 км на північний схід від Крайови, 108 км на південний захід від Брашова.

## Населення
За даними перепису населення 2002 року у комуні проживали 2349 осіб, усі — румуни. Усі жителі комуни рідною мовою назвали румунську.
Склад населення комуни за віросповіданням:
| Релігія            | Кількість осіб | Відсоток |
| ------------------ | -------------- | -------- |
| православні        | 2343           | 99,7%    |
| греко-католики     | 2              | 0,1%     |
| римо-католики      | 1              | < 0,1%   |
| п'ятдесятники      | 1              | < 0,1%   |
| адвентисти         | 1              | < 0,1%   |
| не вказали релігію | 1              | < 0,1%   |